# Juhani Kyöstilä
Juhani Kyöstilä, né le 4 juillet 1931, à Helsinki, en Finlande et décédé le 30 juin 2010, à Kouvola, en Finlande, est un ancien joueur finlandais de basket-ball.